# 塔拉薩 (哥倫比亞)
塔拉薩是哥倫比亞的城鎮，位於該國西北部，由安蒂奧基亞省負責管轄，距離首府麥德林222公里，始建於1953年，面積1,569平方公里，海拔高度125米，2002年人口29,406。
7°35′N 75°24′W / 7.583°N 75.400°W